# NGC 803
NGC 803 je spirální galaxie v souhvězdí Berana. Její zdánlivá jasnost je 12,5m a úhlová velikost 3,0′ × 1,3′. Je vzdálená 98 milionů světelných let, průměr má 40 000 světelných let. Galaxii objevil 15. října 1784 William Herschel.

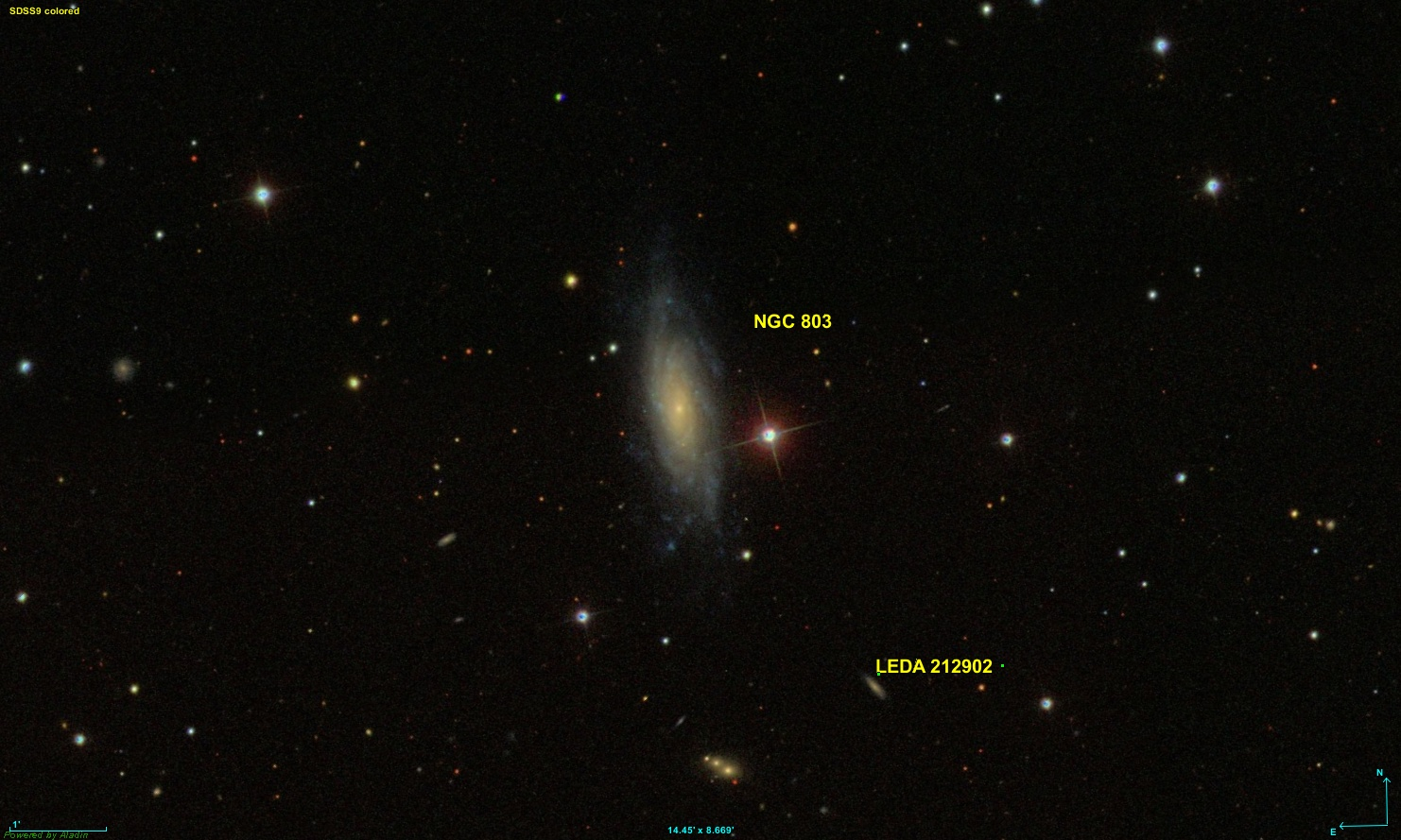
NGC 803